# جبل دسك
 جبل دسك  (بالفارسية: كوه دَسَّک) بالإنجليزية: Dasak Mountain). هو جبل يقع في جنوب ناحية كوخرد في ناحية كوخرد، كما يقع ضمن سلسلة جبال جبل زیر أي (كوه زير)، يصل ارتفاع جبل دسك حوالي (1380) قدم فوق مستوى البحر تقرباً. 
وهو أحد الجبال التابعة لسلسلة جبال الأبيض. في جنوب ناحية كوخرد، يقع في الجزء الجنوبي الشرقي من ناحية كوخرد، ويقع في موازت جبل خآب (كوه خآب) أو مايسمى باللهجة المحلية  پَل تير .
هي من الجبال مدينة ناحية كوخرد المطلة على وادى شمه سارا ومجرى سد بست كز، وتمتد من جبل زیر شرقاً حتى «جبل رَخ بَندو» و « جبل بون كوه جاربركه »، التي يتبع ناحية كوخرد  (بالفارسية: بخش كوخرد)  من توابع مدينة بستك في محافظة هرمزغان في جنوب إيران.
تقع في الركن الجنوبي الشرقي من ناحية كوخرد. وتغطي جزء كبيرا من جنوب ناحية كوخرد وبعض الأجزاء من المنطقة الجنوبية في (بون كوه لوز).

## الحياة البرية
يوجد في هذا الجبل بعض الحياة البرية كـ الحيوانات والطيور والزواحف، بأنواعها المختلفة.
تتخلل «جبل دسك» أودية ومغارات، وأماكن الصيد، حيث بها العديد من الآماكن الصيد، لذلك الصيادون بذهبون إلى هذه الجبل في المواسم الصيد للنزهة، يوجد في «جبل زير» حيوانات وحياة برية مختلفة كـ الغزال بجميع بأنواعها، كذلك يوجد في الجبل طيور برية مختلفة كـ الأدرج والقمري والحجل والدراج والصفرد وهدهد وحمام البري المطوق والأسرد والقطا والحجل الرملي وفاختة النخيل وفاخته والقبرة الصحراوية والكروان الصحراوي وملهى الرعيان.
كذلك يوجد في الجبل كهوف المغارات كثيرو، كانوا الصيادون يبيتون فيها عند المساء، بعد عناء الصيد.
كما يوجد على ملانفعات الجانبيه للجبل كيرا من المساحات الخضراء وأشجار السمر والسلم والسدر، مخصوصاً في افصل الربيع.

## وصلات خارجية
- سد بست كز
- سهل أوه شیرینو
- استراحة روضه
- جبال الناخ
- جبل زیر
- جبل خآب